# Adriaan Johannes van Schermbeek
Adriaan Johannes van Schermbeek (Heer, 8 november 1855 – Wageningen, 18 april 1915) was een Nederlands bosbouwkundige.

## Biografie
Van Schermbeek startte op 17-jarige leeftijd aan de Forstliche Hochschule in Eberswalde (Oost-Pruisen) een studie bosbouw, die hij in 1874 afrondde. In 1875 vertrok hij naar Nederlands-Oost-Indië om in Djapara en later in Madioen als houtvester te werken. In 1888 keerde hij terug naar Nederland en in 1889 begon hij als bosbouwer in de domeinbossen bij Breda.
Zijn opvattingen over bosbouw golden als progressief maar waren omstreden. In talloze lezingen, artikelen, excursies en congresbezoeken droeg hij zijn ideeën over een meer natuurgetrouwe en duurzame bosbouw uit. Dat betekende onder meer een gevarieerde soortsamenstelling met minder monoculturen en een gevarieerder kapbeheer. 
In 1899 aanvaardde Van Schermbeek een functie als leraar aan de Hoogere Land- en Boschbouwschool in Wageningen. Zijn opvattingen vonden mondjesmaat een weg naar andere Nederlandse bosbouwers, hoewel via zijn leerling E.D. van Dissel zijn inzichten bij Staatsbosbeheer bekend raakten. Van Dissel had bovendien contacten met natuurbeschermers als Jac. P. Thijsse. Van Schermbeeks opvattingen zouden bijna een eeuw later wel breder aanhang krijgen.
Van Schermbeek overleed in 1915 na een lang ziekbed op 59-jarige leeftijd.

## Bron
- Biografieën, Boshistorie.nl